# ヴァン・ゲルダー・スタジオ
ヴァン・ゲルダー・スタジオ（Van Gelder Studio）は、アメリカ合衆国ニュージャージー州イングルウッド・クリフスのシルヴァン・アヴェニュー445番地に所在する録音スタジオ。ルディ・ヴァン・ゲルダー（Rudy Van Gelder、1924年 – 2016年）は、ニュージャージー州ハッケンサックのプレスコット・アヴェニュー (Prospect Avenue) 25番地の実家だった家を利用して最初のスタジオを開設した後、1959年に新しい場所で録音スタジオを開いた。このスタジオでは、数多くのジャズのアルバムが録音され、ブルーノート、プレスティッジ、インパルス!、ヴァーヴ、CTIなどのジャズ・レーベルからリリースされた。

## 背景
ヴァン・ゲルダーは、1952年ころ、後にブルーノートに売れたギル・メレがリーダーとなったセッションを収録したのを皮切りに、ニュージャージー州ハッケンサックのプレスコット・アヴェニュー (Prospect Avenue) 25番地の実家の居間で商業的に発売される音源の収録を手がけ始めたが、もともとこの家はスタジオとして使うことを意図して二重張に作られており、後にはハッケンサック大学医療センターが取得している。1959年、ヴァン・ゲルダーは、イングルウッド・クリフスに新設した施設へ移った。ハッケンサックにおける最後のセッションと、イングルウッド・クリフスにおける最初のセッションは、いずれもアイク・ケベックがリーダーとなっており、このサクソフォーン奏者によって1959年7月に録音されたシングルを集めたアルバム『フロム・ハッケンサック・トゥ・イングルウッド・クリフス (From Hackensack to Englewood Cliffs)』に収録されている。
ハッケンサックでおこなわれた重要な録音には、マイルス・デイヴィスの『ワーキン (Workin')』と『スティーミン (Steamin')』（1956年）、ハンク・モブレーのソロ・デビュー作『ハンク・モブレー・カルテット (Hank Mobley Quartet)』（1955年）、ジョニー・グリフィンのソロ・デビュー作『イントロデューシング・ジョニー・グリフィン (Introducing Johnny Griffin)』（1956年）があった。
ヴァン・ゲルダーの録音テクニックの秘密は厳重に守られており、バンドの写真を撮影する場合には、録音のテクニックが暴露されないようマイクロフォンを取り除いてしまうほどであった。
新たに建設されたスタジオは、天井の高さが39フィート（およそ12メートル）あり、良好な音響をもっていたが、これは設計した建築家デイヴィッド・ヘンケン (David Henken) が、チャペルに似たフランク・ロイド・ライトの作品から着想したものであった。サクソフォーン奏者ブッカー・アーヴィンのアルバム『The Space Book』のライナーノーツで、批評家アイラ・ギトラーは、このスタジオについて「高いドーム屋根と木製の梁、煉瓦の壁を備えたルディ・ヴァン・ゲルダーのモダンなスタジオにいると、何かしら宗教に近い感覚を得ることができる (In the high-domed, wooden-beamed, brick-tiled, spare modernity of Rudy Van Gelder's studio, one can get a feeling akin to religion)」と述べた。ヴァン・ゲルダーは、2005年に往時を回想して、「私がレコードづくりを手がけ始めたころには、質の高い録音機材を手に入れることができなかった (When I started making records, there was no quality recording equipment available to me)」と述べ、また「ミキサーは自作しなければならなかった。当時、高品質の機材を持っていたのは、大手だけだった。大手は自前の機材を自分たちで製作していた (I had to build my own mixer. The only people who had quality equipment were the big companies. They were building their own electronics)」とも述べた。
イングルウッド・クリフでも重要な録音が数多くなされたが、その中には、ジョン・コルトレーンの『至上の愛 (A Love Supreme)』（1964年）、ソニー・ロリンズの『オン・インパルス (Sonny Rollins on Impulse!)』（1965年）、スタンリー・タレンタインの『チェリー (Cherry)』（1972年）とミスターT (Don't Mess with Mister T.)』（1973年）、アンドリュー・ヒルの『ポイント・オブ・ディパーチャー (Point of Departure)』（1964年）、フレディ・ハバードの『レッド・クレイ (Red Clay)』（1970年）、ハンク・モブレーの『ソウル・ステーション (Soul Station)』（1960年）などがある。